# 7-й кавалерийский корпус
7-й кавалерийский корпус — оперативное войсковое объединение в составе ВС СССР.

## История
7-й кавалерийский корпус был сформирован 26 декабря 1941 года в Подмосковье в составе 29-й, 83-й, 91-й кавалерийских дивизий.
7 апреля 1942 года Директивой Ставки ВГК № 170210 от 03 апреля 1942 года 7-й кавалерийский корпус был выведен из состава Западного фронта в резерв Брянского фронта для доукомплектования и реорганизации.
До 5 мая 1942 года Директивой Ставки ВКГ № 170252 от 15 апреля 1942 года корпус должен был быть доукомплектован танковым батальоном.
28 мая 1942 года Директивой Ставки ВКГ № 994081 от 27 июня 1942 года 7-й кавалерийский корпус был переведен из резерва Брянского фронта на Западный фронт.
Приказом НКО № 30 от 19 января 1943 года «за отличные боевые действия в условиях суровой снежной зимы, за умелое маневрирование в глубоком оперативном тылу врага, за смелость и доблесть личного состава, проявленные в боях с 15 по 19 января, 7-й кавкорпус … был переименован в 6-й гвардейский кавалерийский корпус».

### В составе действующей армии
с 18.01.1942 по 19.01.1943

## Полное наименование
7-й кавалерийский корпус

## Состав корпуса
- 11-я кавалерийская дивизия (с апреля 1942 года)
- 17-я кавалерийская дивизия (с мая по июль 1942 года)
- 29-я кавалерийская дивизия (по март 1942 года)
- 83-я кавалерийская дивизия (с момента формирования до момента преобразования корпуса)
- 91-я кавалерийская дивизия (по март 1942 года)

## Командование корпуса

### Командиры корпуса
- генерал-майор Погребов, Борис Андреевич (с 26.12.1941 по 27.03.1942)
- генерал-майор Манагаров, Иван Мефодьевич (с 28.03.1942 по 11.12.1942)
- полковник Суржиков, Михаил Иосифович (с 12.12.1942 по 29.12.1942), врид
- генерал-майор Соколов, Сергей Владимирович (с 30.12.1942 по 19.01.1943)